# Joseph Smith, Jr.

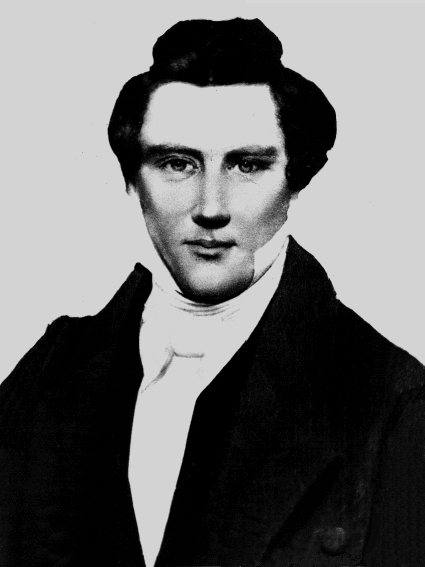
Joseph Smith Jr.

Joseph Smith Jr [ˈdʒoʊzɪf ˈsmɪθ] (n. 23 decembrie 1805, Sharon⁠(d), Vermont, SUA – d. 27 iunie 1844, Carthage⁠(d), Illinois, SUA) a fost un autointitulat profet american și fondator al Bisericii lui Isus Hristos a Sfinților din Zilele din Urmă, cunoscută mai popular ca Biserica Mormonă. 
Adepții lui Smith, mormonii, au afirmat despre el că ar fi primul profet din Zilele din Urmă, a cărui misiune era să reînființeze Biserica Creștină originară, considerată pierdută la scurt timp după moartea apostolilor, din cauza unei mari apostazii. Această reînființare a inclus și fondarea Bisericii lui Isus Hristos a Sfinților din Zilele din Urmă, precum și publicarea Cărții lui Mormon și a altor scripturi noi. Ca liderul unei comunități importante de colonizare, Smith a devenit și un lider politic și militar în Vestul mijlociu (SUA).

## Biografie
Joseph s-a născut ca al patrulea din unsprezece copii ai lui Joseph Smith Sr. și Lucy Smith (n. Mack) din Sharon, Vermont. Familia lui era credincioasă biblic. Părinții lucrau ca comercianti și fermieri. Familia se confrunta deseori cu dificultăți economice.

## Teologia lui Joseph Smith
Deși învățăturile restauraționiste ale lui Smith au fost la început similare cu cele corespunzătoare altor mișcări din epoca sa, Joseph Smith a fost, și încă este, un personaj controversat și polarizant în cadrul creștinătății, datorită inovațiilor sale religioase și sociale, precum și a urmașilor săi, al căror număr continuă să crească și în zilele noastre.
Adepții diferitelor confesiuni care au izvorât din învățăturile lui Smith sunt astăzi în număr de treisprezece, până la paisprezece milioane. Biserica lui Isus Hristos a Sfinților din Zilele din Urmă este cea mai mare confesiune, cu aproximativ 13 milioane de membri. A doua ca mărime este Comunitatea lui Hristos, numită inițial Biserica Reorganizată a lui Isus Hristos a Sfinților din Zilele din Urmă, cu aproximativ 250.000 de membri. Alte confesiuni ale Sfinților din Zilele din Urmă au un număr de membri de ordinul zecilor de mii.